# Nokia Lumia 530

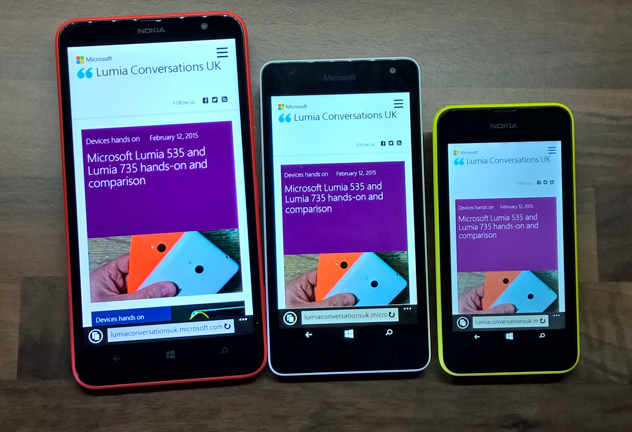
Imagem ilustrativa

O Lumia 530 é o smartphone mais básico da linha com Windows Phone 8.1, da Microsoft. Ele chegou ao Brasil com um preço sugerido de R$ 399,00.
Em 10 de novembro de 2014, a Microsoft lançou o seu sucessor, o Microsoft Lumia 535, com um visor de 1 polegada maior do IPS, tocar duas vezes para acordar, sensor de luz ambiente, Corning Gorilla Glass 3, 8 GB de memória interna (vs 4 GB), 1 GB de RAM (vs 512 MB), bateria maior 1.905 mAh (vs. 1430mAh), 5 MP câmera frontal (vs. nenhuma câmera FF), auto-foco para a câmera traseira (vs foco fixo) e LED Flash (vs. sem flash).

## Lançamento
O Lumia 530 foi anunciado oficialmente pela Microsoft em 23 de julho de 2014.

### Lançamento no Brasil
O Lumia 530 (versão dual chip) foi anunciando no Brasil em 27 de agosto de 2014 pela Microsoft em um evento realizado em São Paulo. Começou a ser comercializado no Brasil em 28 de agosto de 2014.

### Lançamento em Portugal
O Lumia 530 (versão dual chip e single SIM) começou a ser comercializado em Portugal em 1 de setembro de 2014.

## Design
O design não é um dos pontos fortes do aparelho. Os botões físicos são apenas os de volume e o de liga/desliga. O botão dedicado para câmera, visto anteriormente no Lumia 520, está ausente no Lumia 530. Nos Lumias 530, 535, 630, 635, 730 e 735 os clássicos botões sensíveis ao toque da Nokia foram incorporados à tela: são agora virtuais, localizados na parte inferior do display.

## Versões
| Modelo                 | Bandas GSM                    | Notas                     |
| ---------------------- | ----------------------------- | ------------------------- |
| Lumia 530 (single SIM) | Quad Band (850/900/1800/1900) | Não disponível no Brasil. |
| Lumia 530 (dual SIM)   | Quad Band (850/900/1800/1900) |                           |

## Software
O Lumia 530 é o terceiro Smartphone a vir de fábrica com a versão final do Windows Phone 8.1 e versão de firmware Cyan; As mudanças são pequenas, mas o deixaram bem mais completo e prático. Nessa versão atual, temos até barra de notificações expansível e agora os botões de navegação (voltar, Windows e busca) ficam dentro da tela. Nessa nova versão, foram implementadas novidades como a rotação de tela no sistema, o fechamento de apps na multitarefa, pastas de aplicativos, central de ações, teclado com escrita por arrasto, instalação de apps no SD e becape dos dados de apps no OneDrive. Há também a opção de atualizar automaticamente os apps, novo visual da câmera, updates de diversos aplicativos do sistema, ontrole de som separado para ringtones e mídia, entre outros. Na home, continuam existindo os tiles, quadrados de tamanhos diversos que, além de atuarem como atalhos para os aplicativos, também podem mostrar informações relevantes, como updates de redes sociais, mensagens, fotos e outros. Agora na nova versão, você pode escolher uma foto que ficará encaixada em todos os tijolos, um bonito visual, e também ativar uma terceira fileira deles, o que deixa tudo meio pequeno demais nessa tela.

## Especificações

### Tela
A tela do aparelho é uma LCD, sem Clear Black (tecnologia da Nokia que permite a visualização do aparelho mesmo na luz do sol), com resolução FWVGA de 854 x 480, resultando numa densidade de pixels de 245ppi. Não é possível ajustar o brilho da tela.
Com um aspecto de 11,7mm, o Lumia 530 não chega a ser um aparelho fino, mas por isso nem faz ser desconfortável para segurar. A empresa preferiu deixar apenas o botão da tela, na hora de fazer as fotos, uma pena já que o sistema em dois tempos dos botões físicos é sempre útil na hora de fazer o foco. Assim como os demais smartphones que vêm com Windows Phone 8.1 de fábrica, o 530 possui botões virtuais de home, pesquisar e voltar, e não físicos.

### Câmera
A câmera do Lumia 530 é de 5 megapixels, e não possui auto foco. Ela é capaz de fazer vídeos até 30fps. Não há flash e nem câmera frontal. 

### Hardware e processamento
O conjunto de processamento do Lumia 530 conta com chipset Qualcomm Snapdragon 200, CPU quad-core de 1.2GHz e GPU Adreno 302 e memória RAM de apenas 512MB. Essas configurações não afetam seu desempenho, uma vez que o sistema operacional móvel Windows Phone é muito leve, permitindo-o rodar com muita fluidez.

### Armazenamento e Micro-SIM
O Lumia 530 usa um cartão Micro-SIM. Todos os dados são armazenados na memória interna, de 4GB (1.95GB utilizáveis para instalação de aplicativos, jogos e músicas), e também no cartão SD. O Lumia 530 possui uma memória expansível de até 128GB via cartão SD.

### Conteúdo da caixa
- Aparelho lumia 530;
- Carregador Nokia;
- Manual de usuário.

## Personalização de cores
Assim como outros aparelhos da linha Lumia, o Lumia 530 também possui capas coloridas oferecendo a você mais formas para personalizar a aparência de seu telefone. As cores disponíveis para o lumia 530 são preto (grafite), verde, laranja e branco.